# Giuseppe Dottore
Giuseppe Dottore (Centuripe, 11 januari 1908 – aldaar, 6 augustus 1946) was een gangster op Sicilië, in het koninkrijk Italië. Zijn macht floreerde tijdens de Italiaanse Veldtocht (Tweede Wereldoorlog) dus in de jaren 1943-1945, en nadien in 1946.
Na de Geallieerde Landing op Sicilië (1943) namen op verschillende plekken gangsters de overhand. Voor de gemeente Centuripe en omstreken hadden Dottore en medestanders een bende opgericht. Dottore noemde zich een ‘vertegenwoordiger van de gewone man’ en een ‘politieke bandiet’ van de communistische partij. Hij beschuldigde de burgemeester van Centuripe om de bevolking uit te hongeren. 
Zijn bende hield zich bezig met rooftochten en afpersingen. De communistische partij poogde zich te distantiëren van de criminaliteit van Dottore’s bende doch keurde wel goed dat hij geroofd voedsel smokkelde naar de mensen in Centuripe.
Aan de bende van Dottore werd de moord op een politieman (26 februari 1945) en op drie carabinieri (22 maart 1946) toegeschreven. Dottore zelf werd gedood in een vuurgevecht met carabinieri (1946). Na zijn dood nam een andere bende het grondgebied van Centuripe in. Het ging om de bende Filippina e San Giuliano die de provincies Messina en Enna controleerde.
Het proces tegen de bende van Dottore vond plaats in 1949.